# Trichogomphus acuticollis
Trichogomphus acuticollis är en skalbaggsart som beskrevs av Gilbert John Arrow 1908. Trichogomphus acuticollis ingår i släktet Trichogomphus och familjen Dynastidae. Inga underarter finns listade i Catalogue of Life.